# XP4Y (航空機)
XP4Y-1 コレギドー
飛行するXP4Y-1 44705号機(1939年撮影)
- 用途：洋上哨戒機
- 分類：飛行艇（哨戒機）
- 製造者：コンソリデーテッド・エアクラフト社
- 運用者： アメリカ海軍（予定）
- 初飛行：1939年5月5日
- 生産数：1機
- 運用状況：未就役

XP4Y-1 コレギドー（Consolidated XP4Y-1 Corregidor ）は、アメリカ海軍向けにコンソリデーテッド社が開発した双発飛行艇。
社内名称はモデル 31。洋上哨戒用として1機が製造されたが、製作の遅延とエンジン提供の遅れから採用されず、200機分の量産機の発注もキャンセルされた。愛称の「コレギドー (Corregidor)」は、アメリカが同時代に領有していたフィリピンにあるコレヒドール島のことである。

## 設計
コンソリデーテッド社のモデル31は全金属製の機体で、片持ち式の高アスペクト比の主翼（デーヴィス翼、後に同社製B-24 リベレーター爆撃機に使用された）を高翼配置とし、上方に反り上がった後部胴体に双垂直尾翼と方向舵を備えていた。主翼下面には引き込み式フロート2つと新型のR-3350 星型エンジンを2基装備していた。民間仕様では、内装を52名分の座席または28床の寝台とすることが可能であった。

## 開発
モデル 31は1938年にコンソリデーテッド社によって設計が開始された、軍民双方での使用を考慮された新型の飛行艇であった。
モデル 31の試作機は1939年5月5日に初飛行を行い、優れた性能を発揮して見せた。1941年12月8日、真珠湾攻撃によりアメリカが第二次世界大戦に突入した頃、ちょうどテストが終了した為アメリカ海軍はこの試作機を購入してXP4Y-1と命名した。この機体は機首、機尾、胴体背面の銃塔と4,000 lb (1,820 kg)分の外部搭載能力を哨戒機として追加され、試作機に改装された。
1942年10月に200機分のP4Y-1が発注されたので、生産の為にコンソリデーテッドは新しい航空機工場をニューオーリンズに建設したが、試作機の準備の遅れとライト製デュプレックスサイクロン エンジンがB-29スーパーフォートレス爆撃機にも使用されていたことによるエンジンの不足によって発注はキャンセルされた。建設された工場はPBYカタリナ飛行艇の生産に転用された。

## 諸元
XP4Y-1 コレギドー
出典: The Illustrated Encyclopedia of Aircraft (Part Work 1982-1985), 1985, Orbis Publishing, Page 1194
諸元
- 乗員: 6
- 全長: 22.58 m （74 ft 1 in）
- 全高: 7.67 m （25 ft 2 in）
- 翼幅: 33.53 m（110 ft 0 in）
- 翼面積: 97.36 m2 （1,048 ft2）
- 空虚重量: kg （lb）
- 運用時重量: 21,772 kg （48,000 lb）
- 有効搭載量: kg （lb）
- 最大離陸重量: kg （lb）
- 動力: ライト R-3350 空冷 星型エンジン、1,715 kW （2,300 hp）   × 2

性能
- 超過禁止速度: km/h （kt）
- 最大速度: 398 km/h （kn） 247 mph
- 巡航速度: 219 km/h （kn） 136[5] mph
- 失速速度: km/h （kt）
- フェリー飛行時航続距離: km （nmi）
- 航続距離: 5,279 km （nmi） 3,280 miles
- 実用上昇限度: 6,520 m （21,400 ft）
- 上昇率: 6.25 m/s （1,230[5] ft/min）
- 離陸滑走距離: m （ft）
- 着陸滑走距離: m （ft）
- 翼面荷重: kg2 （lb/ft2）
- 馬力荷重（プロペラ）: kW/kg （hp/lb）

武装
- 固定武装: **1 x 37mm 機関砲 機首銃塔（計画）

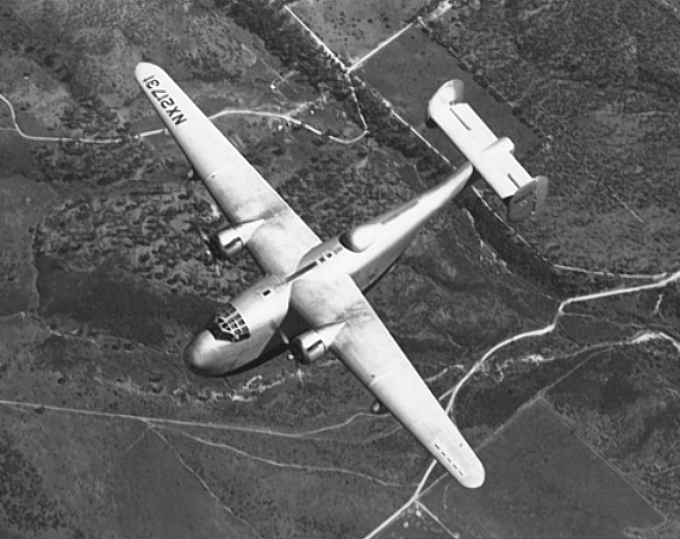
軍での試験の前に民間登録記号"NX21731"をつけて飛行中のXP4Y コレギドーの試作機

  - 2 x 0.5in (12.7mm) 機関銃 背面と機尾（計画）
- 爆弾: 4,000lb (1814kg) 外部搭載の爆弾 又は爆雷（計画）